# Frank-Peter Bischof
Frank-Peter Bischof (* 20. August 1954 in Forst) ist ein ehemaliger deutscher Kanute.
Der Kanurennsportler des SC Berlin-Grünau wurde bei den Olympischen Spielen 1976 in Montreal Bronzemedaillengewinner im Vierer-Kajak (mit Bernd Duvigneau, Rüdiger Helm, Jürgen Lehnert) über 1000 m.
1978 und 1981 wurde er Weltmeister und 1982 Vize-Weltmeister im Vierer-Kajak über 1000 m.
Im Jahr 1979 heiratete er die spätere Olympiasiegerin Martina Fischer.